# ハノーファー福音ルター派州教会
ハノーファー福音ルター派州教会（ハノーファーふくいんルターはしゅうきょうかい、ドイツ語:  Evangelisch-lutherische Landeskirche Hannovers ）はドイツ福音主義教会 (EKD)に加盟する20の福音主義州教会の一つである。他の州教会と同様に、ハノーファー福音ルター派州教会も公法上の社団である。この州教会本部はニーダーザクセン州 ハノーファーに置かれている。この州教会には2.426.686人の教会員が属しており (2020年12月現在)、ドイツ最大の州教会である。ハノーファー福音ルター派州教会は ドイツ福音主義教会 (EKD) に属するルター派教会であり、ドイツ合同福音ルター派教会 (VELKD) の加盟州教会でもある。さらに、ルター派世界連盟 (LWB)と世界教会協議会 (WCC)にも加盟している。加えて、ニーダーザクセン州福音主義教会連合にも加盟している。この教会のトップである州教会監督 が通常の説教をおこなうのはハノーファーにあるマルクト教会である(1925年以降)。

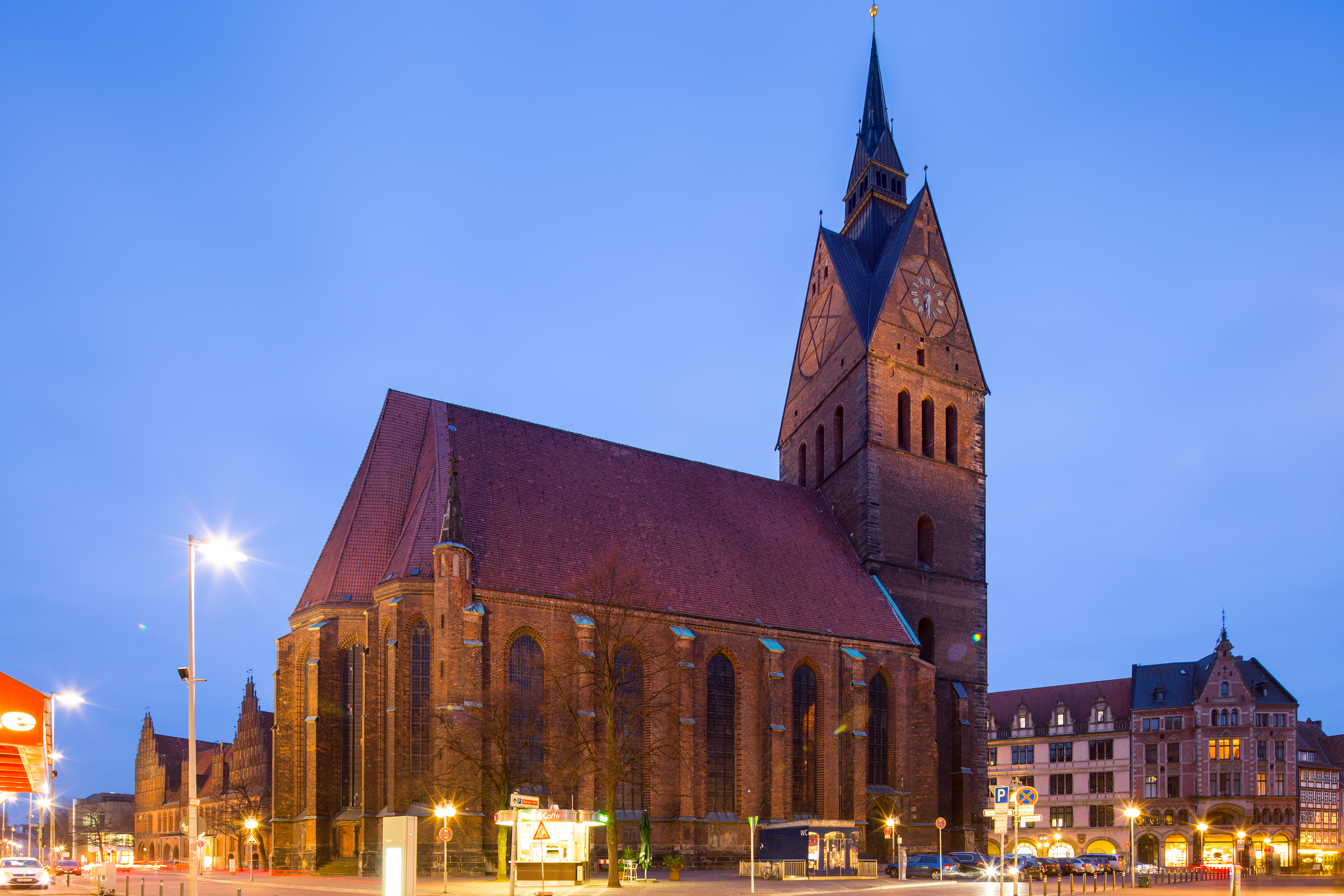
マルクト教会 (ハノーファー)

## 州教会管轄地域
ハノーファー福音ルター派州教会の管轄地域は主としてかつて存在していたハノーファー王国の主要地域から成立している。1866年に勃発した普仏戦争に際して、ハノーファー王国はオーストリア帝国側について参戦した。しかしながら、オーストリア側が敗北した結果、ハノーファー王国はプロイセン王国に併合され、1946年までプロイセンのハノーファー州として存続した。この州にはルター派と改革派の2つの領邦教会があったが、いずれも古プロイセン合同福音主義教会には入らなかった。ドイツ革命後の1918年、この地域は地方行政的にはプロイセン自由州に含められた。第2次世界大戦後の1946年8月23日、イギリス占領軍司令部によって、プロイセン自由州が解体され、ハノーファー州はプロヴィンツ (Provinz) からラント (Land) に昇格した。1949年5月23日、ドイツ連邦共和国（西ドイツ）が成立し、ニーダーザクセン州が発足したが、以前ハノーファー州と呼ばれた大部分の地域が含まれた。
ブラウンシュヴァイク自由州、ハンブルク、ヘッセン人民州、プロイセン王国ザクセン州とヴァルデック侯国との境界線変更はハノーファー州教会管轄地域にも影響を与えた。1934年、ヴァルデック＝ピルモント自由州とシャウムブルク郡にあったルター派教会はこの州教会に属することになった。これとは別に、プロイセン自由州とブラウンシュヴァイク自由国間で1942年におこなわれた境界線変更によって、ザルツギッターがブラウンシュヴァイク自由州に属することになった。その結果、ホルツミンデンはハノーファー州教会に属し、ゴスラー市とゴスラ―郡はブラウンシュヴァイク州教会に属することになった。後に東ドイツ領になったイルフェルトにあった教会は、1932年の段階においてハノーファー州教会から離れ、キルヘンプロヴィンツ＝ザクセン福音主義教会に属していた。ハンブルクとプロイセン自由州の間で地区の帰属を交換することを定めた大ハンブルク法 (1937年1月26日、ナチス政府が主導し制定した法律)によって、ハンブルクに編入されたハールブルク＝ヴィルヘルムスブルクなどの地域が、1977年になって再編入された。
今日、ハノーファー福音ルター派州教会の管轄地域はニーダーザクセン州の大部分を占めている。
ニーダーザクセン州であっても、以下の地域はハノーファー州教会の管轄地域から外れている。
- オルデンブルク自由州 (ドイツ革命前に存在していたオルデンブルク (領邦))と呼ばれていた地域。
- ブラウンシュヴァイク公国領だったブラウンシュヴァイク自由州 (テディングハウゼンは例外でハノーファー州教会管轄)と以前呼ばれた地域。
- シャウムブルク＝リッペ自由国  (ドイツ革命前に存在していたシャウムブルク＝リッペ侯国)と呼ばれていた地域。

以下の地域はニーダーザクセン州に属していないが、ハノーファー州教会の管轄になっている。
- ブレーメン州のブレーマーハーフェン  (ただし、シュミット市長記念教会だけはブレーメン福音主義教会に属している)
- 自由・ハンザ都市ハンブルク市内のノイヴェルク島、ハールブルク区の一部地域。
- ヘッセン州 カッセル郡の保養地ニーステ。

## 州教会組織
ハノーファー州教会に属する教会共同体は公法上の社団であり、信徒役員と牧師による教会役員会を設置する。教会役員会は6年ごとに改選される。その際、教会役員の少なくとも3分の2は教会員から直接選ばれる。前回の教会役員会選挙は2018年3月におこなわれた。
複数の教会共同体によって「教会地区」が形成される(郡に相当)。教会地区のトップは地区長( Superintendent )であるが、ユルツェンとリュッホ－ダンネンベルク教会地区トップの呼称はプロプスト (Propst)である。教会地区も公法人上の社団であり、議決機関として地区総会と指導機関として教会地区常置委員会を有している。教会地区常置委員会が成立した後、6か月以内に地区総会が開催される。複数の教会地区が集まって教会管区を形成する (県、行政管区に相当)。教会管区のトップは地域監督と呼ばれ、10年の任期で選ばれる。なお、任期を延長して引退することも可能である。地域監督はペクトラルクロスを着用する。なお、地域監督は1866年から1930年代まで総地区長と呼ばれていた。地域監督は監督協議会によってバックアップされている。教会共同体や教会地区とは違って、教会管区は公法上の社団ではなく、教会管区を運営するための独自の施設やスタッフを有していない。教会管区運営のために必要なスタッフは州教会本体が雇用している。
2007年6月30日まで、8つの教会管区が存在していた。2007年7月1日、教会管区は6つに減った。その際、カレンベルク－ホーヤ教会管区が廃止され、ヒルデスハイム、ゲッチンゲン教会管区が統合され、多くの教会地区が他の教会管区に移管された。

### 教会管区 (教会地区)
- ハノーファー教会管区
  - ハノーファー広域教会連合
  - ブルクドルフ教会地区
  - ブルクヴェーデル－ランゲンハーゲン教会地区 (本部ランゲンハーゲン)
  - グラーフシャフト・シャウムブルク (本部 リンテルン)
  - ラッツェン－シュプリンゲ教会地区 (本部パッテンゼン)
  - ノイシュタット・アム・リューベンベルゲ －ヴンストルフ 教会地区 (本部ノイシュタット)
  - ニーンブルク教会地区
  - ロンネンベルク教会地区
  - シュトルツェナウ－ロックム (本部シュトルツェナウ )

- ヒルデスハイム－ゲッチンゲン教会管区
  - ゲッチンゲン地区
  - ハーメルン＝ピルモント教会地区(地区本部ハーメルン)
  - ハルツ教会地区(地区本部オステローデ・アム・ハルツ)
  - ヒルデスハイマーラント－アールフェルト教会地区
  - ヒルデスハイム－ザルシュテット (地区本部ヒルデスハイム)
  - ホルツミンデンーボーデンヴェルダー教会地区 (地区本部ホルツミンデン)
  - ライネ－ゾリング教会地区 (地区本部ノルトハイム)
  - ミュンデン教会地区
  - パイネ教会地区

- リューネブルク教会管区
  - ツェレ教会地区
  - ギーフホルン教会地区
  - ヒットフェルト教会地区
  - リュッホ－ダンネンベルク教会地区
  - ブレッケーデ・リューネブルク教会地区
  - ゾルタウ教会地区
  - ユルツェン教会地区
  - ヴァルスローデ教会地区
  - ヴィンゼン教会地区
  - ヴィッティンゲン・ヴォルフスブルク教会地区

- オスナブリュック教会管区
  - ブラームシェ教会地区
  - ディープホルツ 教会地区 (地区本部ディープホルツ)
  - ゲオルクスマリーエンヒュッテ－ メレ 教会地区
  - オスナブリュック教会地区
  - ジーケ－ホーヤ (地区本部 ジーケ)

- オストフリースラント－エムス教会管区 (本部エムデン)
  - アウリッヒ教会地区
  - エムデン－ レーア教会地区
  - エムスラント－ベントハイム教会地区 (本部メッペン)
  - ハーリンガーラント教会地区 (本部 エセンス)
  - ノルデン教会地区
  - ルハウダーフェーン教会地区(本部 ヴェストルハウダーフェーン)

- シュターデ教会管区
  - クックスハーフェン－ハデルン教会地区(本部 オッテルンドルフ)
  - ブレーマーハーフェン 教会地区
  - ブレーマーフェルデ－ツェーフェン 教会地区
  - ブクステフーデ 教会地区
  - オスターホルツ＝シャルムベック 教会地区
  - ローテンブルク (ヴュンメ)  教会地区
  - シュターデ 教会地区
  - フェルデン (アラー) 教会地区
  - ヴェーザーミュンデ教会地区

### 教会共同体　Kirchengemeinden
48の教会地区には1248の教会共同体がある。また、111の礼拝堂共同体と9の施設付属共同体も存在している (2002年には59の教会地区に1384の教会共同体、1986年には76の教会地区に1550の教会共同体、礼拝堂共同体、施設付属共同体があった)。20世紀に入って都市部にあった教会共同体が分割され、教会共同体数が増加していた。1990年以降、再び、教会共同体の統合が増加している。大規模教会共同体と一緒になると特別手当が支給されるようになったため、300人以下の小規模教会共同体が地域における教会統合を選択するようになっている。

## 歴史
ハノーファー州教会の歴史はハノーファー王国の消長と分かち難く結びついている。19世紀前半、ハノーファー王国は以下の地域を併合して成立していた。
- リューネブルク侯領,
- カレンベルク侯領 (リューネブルク侯領と共にブラウンシュヴァイク＝リューネブルク選帝侯領（ハノーファー選帝侯領）を構成)
- グルーベンハーゲン侯領,
- ラント・ハーデルン、アムトノイハウス (両地域はザクセン＝ラウエンブルクの一部であった)
- ディープホルツ伯領, ホーヤ伯領, リンゲン伯領,ベントハイム伯領, オストフリースラント伯領、ホーンシュタイン伯領,
- シュピーゲルベルク伯領、プレセン伯領,
- 帝国自由都市 ゴスラー
- ブレーメン大司教領、フェルデン司教領、ヒルデスハイム司教領、ミュンスター司教領、オスナブリュック司教領、マインツ大司教領 アイクスフェルトの一部 (イルフェルト)、ロックム修道院領

1527年以降、この大部分の地域において、宗教改革がルター派を手本として導入された。とりわけ、ヴィッテンベルクの宗教改革者ヨハネス・ブーゲンハーゲンに由来する最初の福音主義教会規則の影響が認められる。加えて、少数の改革派教会共同体も存在した。ただ、ヒルデスハイム司教領、オスナブリュック司教領、ミュンスター司教領、テューリンゲンのアイクスフェルト地方の住民の大半はローマ・カトリック教会に属し続けた。
1692年、ハノーファー選帝侯領が成立し、現在のニーダーザクセン州の大部分を占めていた。1815年のウィーン会議によりハノーファー王国に昇格した。このウィーン会議でハノーファーは、リューネブルク侯領であったエルベ川右岸や東にあったいくつかの飛び地と引き換えに、プロイセン王国からヒルデスハイム司教領、東フリースラント、リンゲン伯領、及びミュンスター司教領の北部を獲得した。ハノーファー王国内において、ルター派、改革派教会による領邦教会が成立し、領邦教会の首長(summus episcopus)はハノーファー王が務めた。

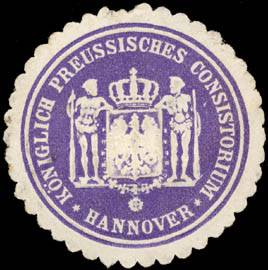
ハノーファー教会管区の
公式印章

この教会は独立した性格を持つ6つの教会管区評議会によって構成されていた。東フリースラントのアウリッヒにはルター派と改革派が共存した教会管区評議会が設立された。ハノーファー、ホーンシュタイン伯領と以前呼ばれていたイルフェルト、オスナブリュック、オッテルンドルフ、シュターデにはルター派評議会が置かれた。
1866年、ハノーファーにおいて領邦教会宗務局が設立された。しかしながら、各地には教会管区評議会が置かれ続けられた。領邦教会宗務局設立後、ハノーファー王国がプロイセン王国に併合され、プロイセン・ハノーファー州になった。しかし、この領邦教会は独立自治を守り、1817年設立された古プロイセン合同福音主義教会に組み込まれることはなかった。

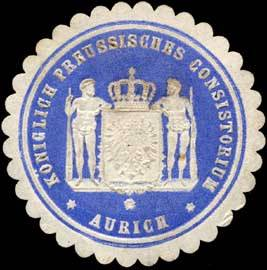
アウリッヒ教会管区の公式印章

ルター派と改革派教会を対等に扱う教会管区評議会がアウリッヒだけで成立した。1882年以降、改革派教会員がハノーファー州福音主義改革派領邦教会を作り、そこから今ある福音主義改革派教会が生まれた。併存する形で、オストフリースラント地区のルター派教会共同体を管轄する教会管区評議会も存在していた。第1次世界大戦後、君主による教会統治が終焉した。1922年、アウリッヒの両派共存管区評議会は改革派教会単独の評議会に変わった。
プロイセンによって統治されていたハノーファー領邦教会のトップはプロイセン王であった。その時代の聖職者のトップは総地区長Generalsuperintendentenと呼ばれていた。
1918年11月9日、第1次世界大戦の敗北とともにドイツ革命が起きて帝政は倒され、ヴィルヘルム2世はオランダへ亡命し、領邦君主 ( プロイセン王 )による教会統治(summus episcopus)が終焉した。1919年以降、ヴァイマル共和制下にある他の州教会と同様に、ハノーファー州教会も宗教と国家を明確に分離させたヴァイマル憲法に則ることになった。それによって、独立性を持つことになり、1922年に教会評議会で新たな教憲が制定された。州教会のトップとして州教会監督が置かれることになった。さらに、州教会総会も開催されることになった。ハノーファーに置かれていた領邦教会宗務局は州教会事務局に変わった。1925年に州教会監督が就任するまで、一時的に職務代行者が置かれた。
1647年、旧シャウムブルク伯領がヘッセン＝カッセル方伯、リッペ伯、カレンベルク公によって分割された。ヘッセンに属していた地域はシャウムブルク伯領の名を継承していたが、1866年にプロイセン王国のヘッセン＝ナッサウ州となり、その後グラーフシャフト・シャウムブルク郡（郡庁所在地はリンテルン）となった。1932年にプロイセン自由州での行政改革によってハノーファー州に配属替えになった。1934年になって、クーアヘッセン＝ヴァルデック福音主義教会に属していたこの地域の教会共同体もハノーファー州教会に配置換えされた。
第2次世界大戦後、ハノーファー福音ルター派州教会はドイツ福音主義教会 (EKD) とドイツ合同福音ルター派教会 (VELKD) に設立メンバーとして加わった。1971年、ニーダーザクセン州にある他の州教会と共に、ニーダーザクセン州福音主義教会連合を結成した。
ブラウンシュヴァイク州教会に属していたテディングハウゼンは、1972年 7月1日にニーダーザクセン州の郡域再編によりフェルデン郡に移管されたことによって、ハノーファー州教会に属することになった。
1977年、4つの州教会を統合する形でノルトエルビエン福音ルター派教会が設立された。この統合において、ハンブルクに属していたハールブルク教会管区がこの統合による新州教会に加わった。同時に、ハンブルク州教会に属していたクックスハーフェンにあった教会はノルトエルビエン福音ルター派教会に統合されずに、ハノーファー州教会に加わることになった。
今日まで、ニーダーザクセン州にある州教会群の統合に関する話し合いが、機会があるたびに持たれている。

### 教会員数の変遷
他の州教会と同様に、ハノーファー州教会も教会員減少が続いている。2002年12月31日には3.142.685人、2010年には2.883.510人、2018年12月31日には2.532.601人の教会員数で全住民( 6.115.726人 ) における教会員比率41,4 %になる。2020年12月31日には2.426.686人の教会員数で全住民における教会員比率42,3 %になっている。2004年までは、ハノーファー州教会は3.087.195人の教会員数で全住民 (6.135.375人) における教会員比率は50,3 %の過半数を維持していた。

## 教会運営
ハノーファー福音ルター派州教会の運営・管理は州教会監督'、州教会総会、州教会総会運営委員会、州教会宗務局、地域監督協議会によっておこなわれている。

### 霊的指導

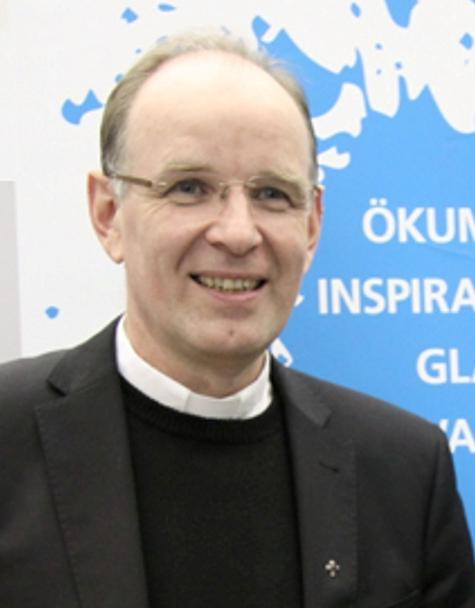
ラルフ・マイスター州教会監督 (2013), 2011年に就任

ハノーファー福音ルター派州教会のトップは州教会監督であり、州教会人事委員会から推薦された上で州教会総会によって選出される。州教会監督の任期は10年であるが、引退年齢前であれば任期延長も可能である。ハノーファー州教会監督はペクトラルクロスを身に着け、州教会宗務局、地域監督協議会、州教会人事員会の代表を務める。州教会監督は州教会を公的に代表し、教会的、政治的、組織的責任を担う。ハノーファー南部ハールシュトラーセに執務室が置かれ、州教会監督の業務がおこなわれる。1925年以降、ハノーファーにあるマルクト教会で州教会監督による定例説教がおこなわれる。

#### 歴代州教会監督
- 1925–1947年: アウグスト・マラーレンス
- 1947–1971年: ヨハネス・リリエ
- 1971–1988年: エドアルド・ローゼ
- 1988–1999年: ホルスト・ヒルシュラー
- 1999–2010年: マルゴート・ケースマン
- 2010–2011年: ハンス＝ヘルマン・ヤンセン (州教会監督代理)
- 2011–0000: ラルフ・マイスター[11]

### 州教会総会
1863年、州教会の議会として州教会総会 (Landessynode)が開設された。1925年から1945年まで、総会はランデス・キルヘンタークと呼ばれていた。総会議員は6年の任期で選挙区から選出される。総会議員選出に関する選挙権は教会共同体、礼拝堂の役員会メンバー、教会地区総会議員や牧師たちに与えられている。州教会総会事務局はハノーファーにある州教会宗務局内に置かれた。州教会総会は年に2回開催され、通常はハノーファーにある教会関連施設ヘンリテンシュティフトゥングで開催される。州教会総会の役割は政治における議会と同様である。総会が開催されていない期間において、総会の職務を代行する機関として州教会総会委員会が置かれる。州教会総会は議長を選出する。州教会総会前に開会礼拝がおこなわれる。その場において、総会議員は州教会監督に協力することを誓約する。総会議長が選出されるまで、州教会総会運営委員会委員長が議長の職務を代行する。
州教会総会には複数の委員会が置かれる。総会内会派 (議会における政党に相当)の人数に基づいて、委員会内の構成が決められる。中間派、もしくは保守的議員たちが州教会総会におり、彼らは「生ける民衆教会」(LVK)という名称を持つ総会内会派に結集している。左派リベラルの総会内会派として「開かれた教会」(GOK)が存在している。ハノーファー福音ルター派州教会における最初の総会内会派として、「開かれた教会」(GOK)は1969年に設立された。その数年後になって、保守派の会派「生ける民衆教会」(LVK)が設立された。
この2つのグループは年に何度も集会を開催し、効果的に総会で活動できるようにしている。1970年代において、保守系「生ける民衆教会」(LVK)の勢いが左派リベラル「開かれた教会」(GOK)を上回っていた。第22会期以降、「開かれた教会」(GOK)が過半数を上回る議席を獲得するようになった。第23会期州教会総会は総会議員数を25 %削減し、75人にすることを決議した。2014年2月、第25会期州教会総会は議員任期を2014年から2020年までにすることを議決した。第25会期総会において、63人の総会議員が選出された。さらに、教会参事会から10人が選ばれ、ロックム研修所長、ゲッチンゲン大学学神学部代表も加わる。加えて、この会期から2人の青少年部員が初めて参加したが、投票権は与えられなかった。2016年の総会では4人の青少年部員が州教会総会に召集された。 この時、左派リベラル「開かれた教会」(GOK)は37人、保守系「生ける国民教会」(LVK)は38人であった。州教会総会に出席する州教会監督、地域監督評議会のメンバー、教会参事会員、州教会事務局の代表者は投票権を持たないが、総会における議論に参加する。

#### 州教会総会議長団
州教会総会議長団には総会議長、2人の副議長と書記が属する。総会内会派と総会運営委員会代表も議論に加わる。

### 州教会総会運営委員会Landessynodalausschuss
通常、7人属している総会運営委員会 (LSA)が年に2日間開催され、総会における議事を調整している。財政管理と規則施行に関する合意形成を得るように検討することで、総会議員が教会指導部と協働できるようになる。2020年2月に開催された州教会総会第一日において、州教会総会運営委員会のメンバーが6年の任期で選出された。総会運営委員会 (LSA)代表は2010年以降、「開かれた教会」(GOK)に属するイエルン・ズーアボルクが務めている。

### 州教会宗務局 Landeskirchenamt
州教会宗務局の最高責任者は州教会監督であり、あらゆる重大事項に関しての情報を受け取る。宗務局指導部は州教会監督、宗務局長、神学担当副代表、法務担当副代表、高等参事会メンバー、並びに臨時委員によって構成される。宗務局指導部には州教会監督と宗務局長と、7人のメンバーが任命される。
州教会宗務局は州教会の日常業務全般に責任を持つ。州教会運営上のあらゆる問題を、他の組織に移管されない限り担当する。さらに、他の教会内組織と共に教憲の保持と改正、組織運営と財政管理を担う。州教会宗務局は教会規則に基づいて決定を下す。その際、州教会総会運営委員会の同意を得る必要がある。教会規則を改正する場合、宗務局は草案を提出する。教会活動に関する計画を準備し、計画変更に際しても協力する。教会関連団体や施設の新設、建設や改廃に関する事前の調整や手続き、監査もおこなう。州教会宗務局は教会関連団体、施設に関する協議と支援をおこなう。神学的重要問題に関しての責任も有し、州教会の公的任務も担う。予算案と年度末決算書を作成する。州教会宗務局のメンバーは業務遂行において、州教会監督を支える。聖職者の宗務局メンバーは州教会監督と同様にペクトラルクロスを身に着ける。宗務局指導部は監督協議会と常時連携して、協議の場を持つ。

### 監督協議会
州教会監督と地域監督は監督協議会を構成し、代表は州教会監督が務める。1934年、告白教会が活動していた時期、当時のマラーレンス州教会監督は親ナチスのドイツ的キリスト者に人事介入を防ぐために、州教会監督代理を指名した。州教会監督代理は以前、教区と呼ばれていた教会管区を担当することになった。1935年2月には公式に副監督として任命された。副監督は1936年から総地区長、2020年からは地域監督と呼ばれ、監督協議会に属している。監督協議会は州教会で生じたあらゆる問題について協議し、助言する。礼拝、讃美歌、教理問答の導入や変更に際して、監督協議会が関与することになる。州教会教会地区長、牧師、および神学アカデミーの教務主任、校長の人事においても監督協議会が協議、助言を与える。地区長への職務指示に際しても、監督協議会の同意が必要とされる。

## 組織管理

### 州教会宗務局Landeskirchenamt

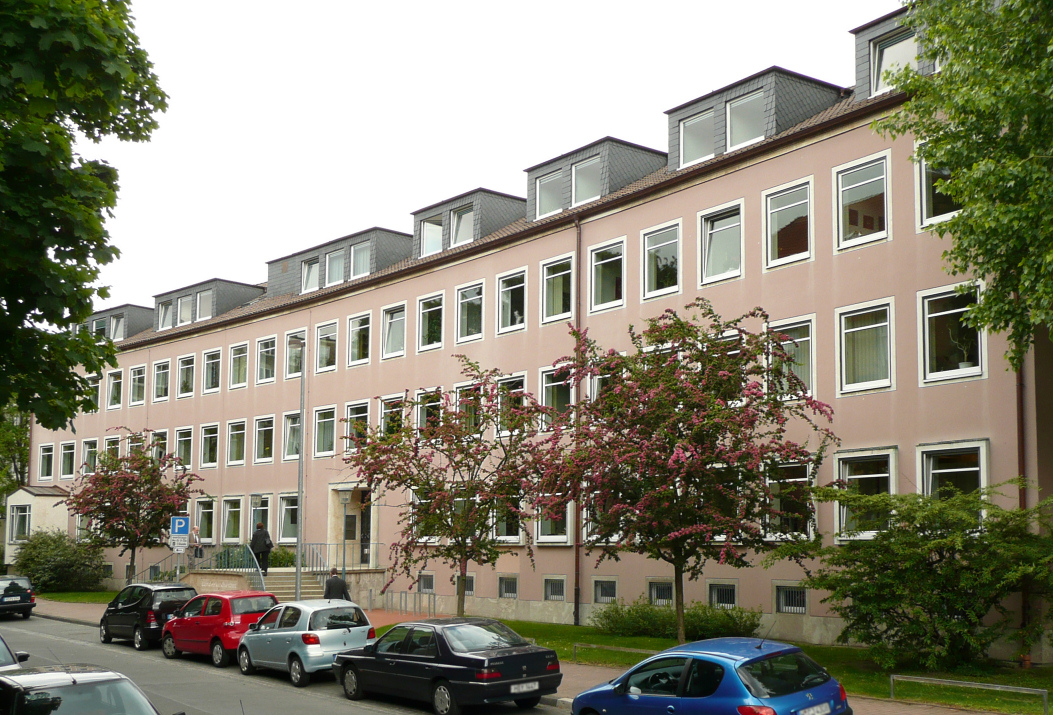
州教会宗務局(ハノーファー)

ハノーファー州教会宗務局は州教会における最高職務執行機関として活動している。現行の教会規則に従って、州教会内外の問題を解決していく。法的問題が発生した場合は州教会の立場を擁護する。州教会宗務局は州教会に属する諸団体を監督し、人事を担当する。

#### 州教会宗務局長Präsidenten des Landeskirchenamtes
州教会宗務局長には俸給表B7に従って給与が支払われている。
- 2013–0000: シュテファニー・シュプリンガー

### 教会地区事務局と運営施設
教会地区にある教会共同体や各種施設の管理・運営は教会地区事務局によって担われる。2005年、教会地区事務局数を半分に減らすことを州教会総会は決定した。2006年1月に43の教会事務局が存在していたが、2018年2月には23の教会地区事務局に減っている。さらに、教会共同体以外にも、ロックムにある教会立施設のような州教会管轄施設が存在しており、これら多くの諸施設とその働きを支えている。

## 州教会施設

ハンス＝リリエ＝ハウス
(ハノーファー)

ヒルデスハイム聖ミヒャエル教会に隣接する形で、礼拝と教会音楽に関する福音主義教会センターがハノーファー州教会によって開設された。ゲッチンゲンにはゲッチンゲン大学 神学部学生のための学生寮と神学生向け学習センター、牧師向けの研修施設を置いている。ハノーファー州教会は各種資料を保管する州教会文書館を設置している。ロックム福音主義アカデミー、ハンス＝リリエ財団と相談センターがハンス＝リリエ＝ハウス (ハノーファー・マルクト教会に隣接 )入っている。
ブラウンシュヴァイク州教会、シャウムブルク＝リッペ州教会と共に、ハノーファー州教会はニーダーザクセン州福音ルター派宣教活動センターの運営を担っている。

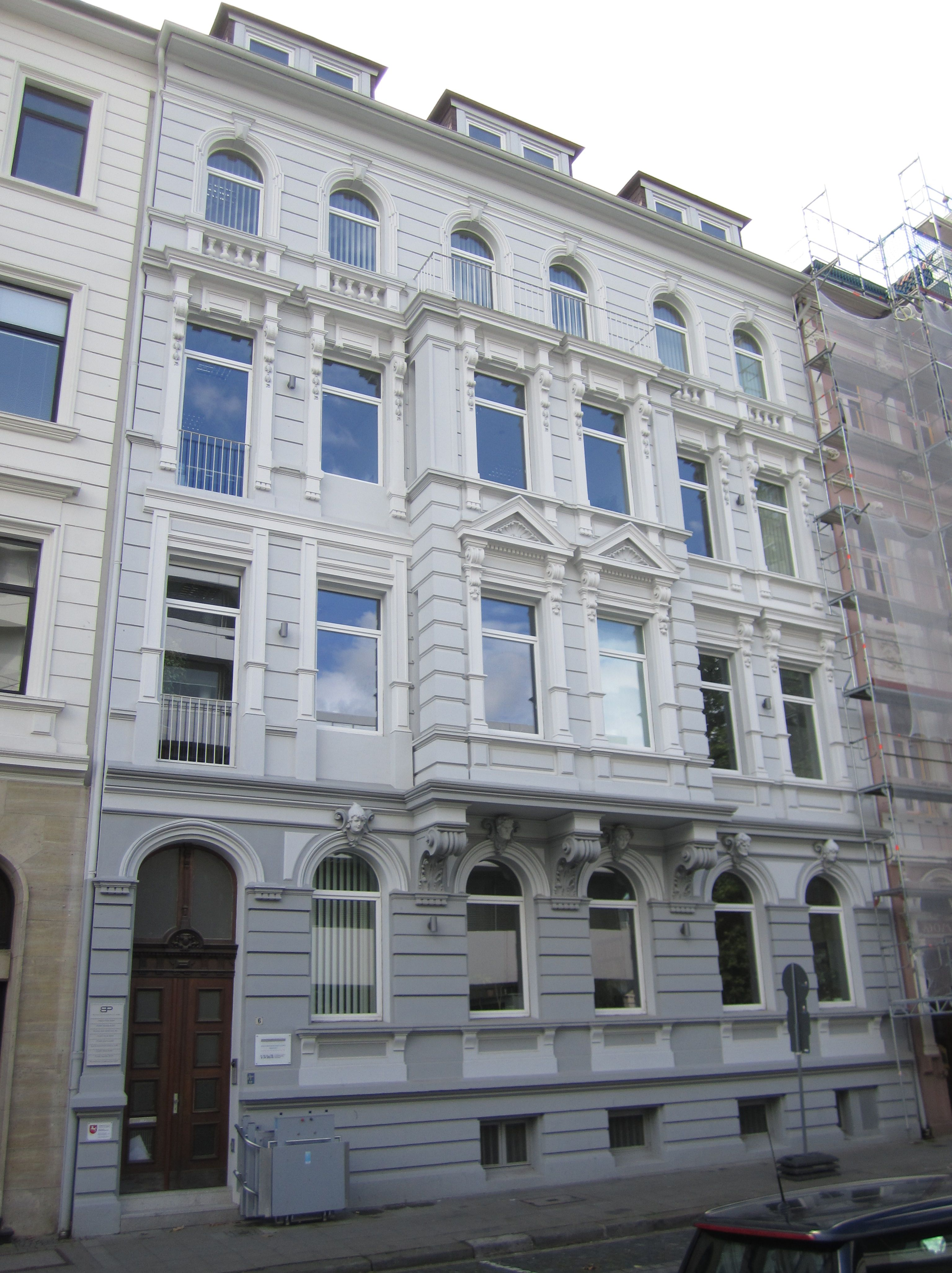
EKD社会科学
インスティトゥート

ドイツ福音主義教会 (EKD)と共に、ハノーファー州教会はハノーファー中心部のヴァルムビューヒェンフィルテルで「ドイツ福音主義教会 (EKD)社会科学インスティトゥート」を運営している。

## ハノーファー福音ルター派州教会受託委員
ハノーファー州教会は異なった分野( 平和、環境、核廃棄物最終処分場、芸術、ジェンダー、ユダヤ教とキリスト教 )に関しての受託委員を任命する。委員たちは講演会を企画実施し、行事や研修、再教育を担当する。委員たちは政治、メディア、学術、各種団体との関係において州教会指導部、州教会組織と連携していく。

## 神学的姿勢
ドイツ福音主義教会(EKD)に加盟している他の州教会と同様に、ハノーファー州教会において、女性も牧師に任職される。
魔女狩りの時代、迫害され殺害された無実の人物を宗教改革側の神学者たちが黙認していた。2015年9月18日、その時の判断は間違いであったとする見解をハノーファー福音ルター派州教会参事会が発表し、被害者たちの社会的名誉回復もおこなった。
2019年5月、同性愛者カップルの結婚に際して、教会の礼拝において祝福することが可能になった。

## ハノーファー福音ルター派州教会礼拝式文
礼拝の概念はギリシャ語の"λατρεία"（ラトリア）に由来し、神による奉仕が語源になる。福音主義教会の礼拝はローマ・カトリック教会のミサとは異なる強調点を持つ。
ニーダーザクセン州にあるルター派州教会であるハノーファー福音ルター派州教会はブラウンシュヴァイク福音ルター派州教会、オルデンブルク福音ルター派教会と共に、隣接州にあるブレーメン福音主義教会と讃美歌集を共同編集し発行している。その讃美歌集には主に2つの基本礼拝式文が収録されている。
第1基本式文は 聖餐式式文を含む伝統的なミサ様式を踏襲しており、第2基本式文は説教礼拝とも呼ばれる式文に聖餐式式文を加えた形式になっている。前者はルター派、後者は改革派礼拝式文に近いが、ニーダーザクセン州、ブレーメン州にある福音主義教会共同体において、礼拝式文の選択は個別の教会共同体に任されているため、ルター派教会共同体においても第2基本式文を用いて礼拝をおこなうことも可能である。

### ハノーファー福音ルター派州教会聖餐礼拝第1基本式文
【A 礼拝開始と祈り】
- 鐘楼で鐘を鳴らす
- オルガン前奏
- 礼拝開始のことば
- 礼拝開始の讃美歌
- 詩編朗読
- グロリア・パトリ(栄唱) 
父と子と聖霊に栄光あれ、はじめも今も後も、とこしえに。アーメン(歌唱)
- Salutatio サルタチオ (礼拝開始の挨拶) 
司式者/我等の主イエス・キリストと神の愛による慈しみと聖霊による結びつきが汝らすべてにありますように。
会衆/御霊と共にありますように！
- 礼拝開始祈祷・罪の告白
司式者/罪を告白し祈らん。
会衆/全能の神よ。我らを憐れみ給え。神は我らの罪を赦し、永遠の生命を与え給う。我らは主により頼む。我らの罪を赦し、主の愛によって蘇らせ給え。アーメン。
- キリエ(歎願)
司式者/ Kyrie eleison(主よ、憐れみたまえ) 
会衆/主よ、憐れみたまえ
司式者/ Christe eleison(キリストよ、憐れみたまえ)
会衆/キリストよ、憐れみたまえ
司式者/Kyrie eleison(主よ、憐れみたまえ) 
会衆/我らに憐れみを!(歌唱)
- グロリア唱(神に栄光あれ) 
司式者/天には栄光、神にあれ、
会衆/地には平和、御心に適う人にあれ。
会衆/天にいます唯一の神によって、大いなる平安が与えられ、あらゆる争いが取り除かれ恵みに深く感謝せん。我らは主を称え、祝福し、主の大いなる栄光に賛美せん。父なる神は永遠にして、この地を治め、その力は計り知れない。思慮深き主の働きは永遠ゆえに、我らは幸いなり。神のひとり子、イエス・キリストよ。世の罪を取り除く神の子羊、聖なる主よ。我らすべてを憐れみ、苦しみから救い給え。至高なる聖霊よ。悪魔の力から守る至聖なる慰め主よ。責め苦と苛烈なる死からの救うイエス・キリストよ。あらゆる困窮と艱難から我らを守り給え！我らは主を信頼しより頼む。

- 司式者/主が汝らとあらんことを。
会衆/御霊と共にあらんことを！
- 主日の祈祷
司式者/祈祷　会衆/アーメン

【B 宣教と信仰告白】
- 旧約聖書日課　　
司式者/旧約聖書日課朗読
- 讃美歌
- 使徒書聖書日課　　
司式者/使徒書聖書日課朗読
- ハレルヤ唱(受難節にはアーメンのみ)
会衆/ハレルヤ、ハレルヤ、ハレルヤ（歌唱）

- 司式者/福音書聖書日課個所朗読
聖歌隊指導者/主に栄光があるように。
会衆/キリストに誉れがあるように(歌唱)

- 信仰告白
使徒信条もしくはニカイア信条朗読
- 讃美歌
- 説教
- 讃美歌
- 告示(献金目的)
- 席上献金
- 献金感謝祈祷
聖餐式をおこなわない場合、礼拝は【派遣と祝祷】に続くことになる。

【 C 聖餐式】
- 叙唱(序をなす感謝祈祷) 
司式者/主の平安が汝らと共にあらんことを
会衆/御霊も共おられるように(歌唱)
司式者/汝ら、心を高く挙げん
会衆/主に向かい心を高く挙げん。
司式者/主なる神に感謝を捧げよ
会衆/感謝はふさわしく、正しいもの(歌唱)
- サンクトゥス(歌唱)
会衆/聖なる、聖なる、聖なる万軍の主。
主の栄光は天と地に満つ。天にはホーサーナ。
主の御名によって来られる方を讃えよ。天にはホーサーナ。
- 聖餐の祈祷
- 聖餐制定
 司式者/私たちの主イエス・キリストは苦しみを受ける前夜、パンを取り、感謝しこれを裂き、弟子たちに与えて言われました。
「取って食べなさい、これはあなた方のための私のからだである。私の記念のためこれをおこないなさい」
 食事の後、杯を同じ様にして弟子たちに言われました。
「取って、飲みなさい。これは罪の赦しのため、あなたがたのために流す私の血における新しい契約である。
私の記念のためこれをおこないなさい」
- 聖餐制定後の応唱
 司式者/信仰の神秘
会衆/主の死を我らが宣べ伝え、主の蘇りを賛美せん、主が栄光に満ちて来られるまで
- 主の祈り
- 平和の祈り
 司式者/主の平和が汝らと共にあるように
会衆/主と共に平和があるように
 司式者/平和のしるしと連帯が共に与えれるように
会衆/言葉と働きにおいて、平和のしるしが現れるように
- 神の子羊(アグヌス・デイ)  
会衆(歌唱)/世の罪を取り除く神の子羊、キリストよ。我らを憐れみ給え。
世の罪を取り除く神の子羊、キリストよ。我らを憐れみ給え。
世の罪を取り除く神の子羊、キリストよ。平和を与え給え。アーメン
- 配餐
イエス・キリストの体であるパン(Hostie-聖餅、ホスチア)とイエス・キリストの血である葡萄酒が陪餐者に祭壇前で与えられる。
- 感謝歌唱
司式者/ 主に感謝せよ、主は慈しみ深い。
会衆/主の恵みは永久に絶えることが無い、ハレルヤ 
司式者/聖餐感謝祈祷
会衆/アーメン。

【 D 派遣と祝祷】
- 代願祈祷/とりなしの祈り (司式者/牧師)
- 主の祈り (聖餐式がなかった場合)
- 説教壇からの告示(消息報告、教会行事報告、案内)
- 派遣の言葉
司式者/牧師/主の平安のうちに行きましょう！
会衆/神に感謝せん、永遠に！
- 祝祷
司式者/牧師/主があなたを祝福し、あなたを守られるように。
主が御顔をあなたに向けて、あなたを照らして、あなたに恵みを与えられるように。
主があなたに御顔を上げられ、平安を賜りますように！
会衆/アーメン
- オルガン後奏

### ハノーファー福音ルター派州教会聖餐礼拝第2基本式文
【A 礼拝開始と祈り】
- 鐘楼で鐘を鳴らす
- オルガン前奏
- 礼拝開始のことば
司式者/父と子と聖霊のみ名によって。
会衆/アーメン
司式者/ 我らの救いは主の御名にあり。
会衆/アーメン
あるいは
- Salutatio サルタチオ (礼拝開始の挨拶) 
司式者/我等の主イエス・キリストと神の愛による慈しみと聖霊による結びつきが汝らすべてにありますように。
会衆/御霊と共にありますように！
- 詩編朗読
- グロリア・パトリ(栄唱) 
父と子と聖霊に栄光あれ、はじめも今も後も、とこしえに。アーメン(歌唱)
- 礼拝開始祈祷

【B 宣教と信仰告白】
- 司式者/聖書日課朗読
- 説教
- 賛美歌、もしくはオルガン演奏、沈黙祈祷
- 罪の告白
司式者/罪を告白し、祈らん。
会衆/全能の神よ。我らを憐れみ給え。神は我らの罪を赦し、永遠の生命を与え給う。我らは主により頼む。我らの罪を赦し、主の愛によって蘇らせ給え。アーメン。
司式者/赦しが与えられる
会衆/アーメン。
- 信仰告白
使徒信条朗読
- 説教壇からの祝福
司式者/恵みと平安が我らの父なる神から、主イエス・キリストから、あなた方にあるように(コリントの信徒への手紙一第1章3節朗読)。
会衆/アーメン。
- 賛美歌

【 C 聖餐式】
- 聖餐制定
 司式者/私たちの主イエス・キリストは苦しみを受ける前夜、パンを取り、感謝しこれを裂き、弟子たちに与えて言われました。
「取って食べなさい、これはあなた方のための私のからだである。私の記念のためこれをおこないなさい」
 食事の後、杯を同じ様にして弟子たちに言われました。
「取って、飲みなさい。これは罪の赦しのため、あなたがたのために流す私の血における新しい契約である。
私の記念のためこれをおこないなさい」
- 聖餐の祈祷
- 主の祈り
- 平和の祈り
 司式者/主の平和が汝らと共にあるように
会衆/主と共に平和があるように
 司式者/平和のしるしと連帯が共に与えれるように
会衆/言葉と働きにおいて、平和のしるしが現れるように
- 配餐
イエス・キリストの体であるパン(Hostie-聖餅、ホスチア)とイエス・キリストの血である葡萄酒が陪餐者に祭壇前で与えられる。
- 感謝歌唱
司式者/ 主に感謝せよ、主は慈しみ深い。
会衆/主の恵みは永久に絶えることが無い、ハレルヤ 
司式者/聖餐感謝祈祷
会衆/アーメン。
- 聖餐感謝の讃美歌

【 D 派遣と祝祷】
- 説教壇からの告示(消息報告、教会行事報告、案内)
- 席上献金
- 代願祈祷/とりなしの祈り (司式者/牧師)
- 主の祈り (聖餐式がなかった場合)
- 派遣の言葉
司式者/牧師/主の平安のうちに行きましょう！
会衆/神に感謝せん、永遠に！
- 祝祷
司式者/牧師/主があなたを祝福し、あなたを守られるように。
主が御顔をあなたに向けて、あなたを照らして、あなたに恵みを与えられるように。
主があなたに御顔を上げられ、平安を賜りますように！
会衆/アーメン
- オルガン後奏

## 讃美歌集
- Christliches Gesangbuch für die evangelisch-lutherischen Gemeinden im Fürstenthum Osnabrück, 1780, damals noch unter dem Titel Christliches Gesangbuch für die Evangelisch-lutherischen Gemeinden im Hochstift Osnabrück,
- Gesangbuch für die evangelisch-lutherischen Gemeinden der Stadt Osnabrück, Osnabrück, Anfang des 19. Jahrhunderts,
- Gesang-Buch für die evangelischen Gemeinden im Fürstenthume Hildesheim, nebst einem Gebet-Buche zur Kirchen- und Haus-Andacht; mit Königlich Großbritannisch-Hannoverschem allergnädigsten Privilegio, 1792, erweiterte Auflage 1816,
- Ostfriesisches Kirchen-Gesangbuch in einer Auswahl der besten älteren geistlichen Lieder, Aurich, eingeführt im September 1825,
- Gesangbuch für die Herzogthümer Bremen und Verden zum Gebrauch bei dem öffentlichen Gottesdienste und bei der Privatandacht, Stade um 1800,
- Hannoversches Kirchen-Gesangbuch nebst einem Anhange, Gebetbuche und den Episteln. Auf Seiner Königlichen Majestät Allergnädigsten Befehl herausgegeben. Mit Königlichem Allergnädigsten Privilegio, Hannover um 1800,
- Lüneburgisches Kirchen-Gesang-Buch nebst einem Gebetbuche mit Königlich allergnädigstem Privilegio, Lüneburg, vor 1850,
- Hannoversches evangelisch-lutherisches Gesangbuch, Hermannsburg 1883,
- Evangelisches Kirchengesangbuch – Ausgabe für die evangelisch-lutherischen Kirchen Niedersachsens, Hannover, Hannover 1952,
- Dor kummt een Schipp – Gesangbuch in plattdeutscher Sprache, herausgegeben von der Arbeitsgemeinschaft Plattdeutscher Pastoren in Niedersachsen, Hermannsburg 1991.
- Evangelisches Gesangbuch – Ausgabe für die Evangelisch-Lutherischen Kirchen in Niedersachsen und für die Bremische Evangelische Kirche, Hannover/Göttingen, eingeführt im Advent 1994 (2023年現在使用中の讃美歌集)